# Erythrochiton brasiliensis
Erythrochiton brasiliensis är en vinruteväxtart som beskrevs av Nees & C. Martius. Erythrochiton brasiliensis ingår i släktet Erythrochiton och familjen vinruteväxter. Inga underarter finns listade i Catalogue of Life.